# Apalis de gorja beix
L'apalis de gorja beix o apalis de gola beix (Apalis rufogularis) és una espècie d'ocell passeriforme que pertany a la família Cisticolidae.

## Distribució
Es localitza a Angola, Benin, Burundi, Camerun, República Centreafricana, República del Congo, República Democràtica del Congo, República Democràtica del Congo, República Democràtica del Congo, el Gabon, Kenya, Nigèria, Ruanda, Sudan del Sud, Tanzània, Uganda i Zàmbia.